# The Revenge of Tarzan
The Revenge of Tarzan é um filme norte-americano de 1920, do gênero aventura, dirigido por Harry Revier e George M. Merrick e estrelado por Gene Pollar e Karla Schramm.

## A produção
Este é o terceiro filme produzido com as aventuras do herói criado em 1912 pelo escritor Edgar Rice Burroughs. Burroughs vendeu os direitos do romance The Return of Tarzan (1913) para a Great Western Producing Company, uma subdivisão da Numa Pictures, dos irmãos Weiss (Adolph, Louis e Max). A Numa Pictures tinha uma reputação de fazer filmes baratos e de má qualidade.
Elmo Lincoln, contratado pela Universal, não pôde aceitar o convite para novamente viver o herói. Escolheu-se, então, Joseph C. Pohler, um bombeiro nova-iorquino de vinte e oito anos, cujo nome foi mudado para Gene Pollar. Pollar, com quase dois metros de altura, pesava mais de cem quilos e exibia uma cintura de noventa e seis centímetros. Ele foi o primeiro Tarzan a usar uma vestimenta de pele de leopardo. Pelo papel, recebeu apenas cem dólares semanais, além de roupas e passagens.
Para viver Jane foi chamada Evelyn Fariss, que desistiu da empreitada quando soube que seriam usados leões de verdade. Ela foi substituída por Karla Schramm, que viveria a personagem outra vez, no seriado The Son of Tarzan—e se despediria docinema.
As filmagens aconteceram em Nova Iorque, na Flórida e na Península de Balboa (Califórnia), onde foram plantadas cinquenta toneladas de palmeiras, bananas e toda sorte de folhagens, para simular as selvas africanas. A produção empregou sete leões, um elefante e Joe Martin, um orangotango famoso nas telas, além de tigres, camelos, cavalos e macacos.
Ao ficar pronto, o filme foi vendido para a Goldwyn Pictures, que mudou o título de The Return of Tarzan para o definitivo The Revenge of Tarzan. Segundo o estúdio era "um título melhor, mais forte e mais dramático".
Apesar da economia de custos, a película foi um grande sucesso popular. Isso levou a Universal a oferecer trezentos e cinquenta dólares semanais a Gene Pollar para novas produções com o herói. Os irmãos Weiss, entretanto, disseram que somente liberariam o ator se a Universal pagasse oitocentos dólares por semana à Numa Pictures, dos quais apenas cem seriam repassados a seu contratado. Desiludido, Pollar abandonou o cinema e retomou a carreira de bombeiro. The Revenge of Tarzan foi sua única experiência no mundo dos espetáculos.

## Sinopse
Após receber um pedido de socorro da Condessa de Coude, que dizia estar sendo perseguida pelo irmão Rokoff, Tarzan e Jane dirigem-se à França a bordo de um transatlântico. Ardiloso, Rokoff consegue fazer com que Tarzan seja capturado no Norte da África, mas ele escapa e se dirige a Paris. Lá, encontra-se com o amigo Paul D'Arnot, enfrenta o marido ciumento da Condessa e não encontra Jane.
De volta à África, Tarzan descobre que sua amada fora aprisionada por Rokoff em um navio que acabou por afundar. Tarzan, então, salva Jane das garras de um leão e se livra de Rokoff e seus capangas.

## Recepção crítica
De um modo geral, houve o consenso, entre os exibidores, de que o filme era razoavelmente bom, mas não podia comparar-se com os dois primeiros, aqueles estrelados por Elmo Lincoln, pois "Pollar não é ator". O Moving Picture Herald concluiu que "perdeu-se a novidade com este lançamento".
O Motion Picture News, entretanto, teve opinião diferente: "emoções garantidas e bem encenadas, atuações e direção tão boas quanto precisam ser". Photoplay concordou:" The Revenge of Tarzan tem tudo para duplicar o sucesso das versões anteriores dos livros de Burroughs. (…) Um gigante musculoso, Pollar adiciona realismo a esta produção bem realizada".

## Elenco
| Ator/Atriz         | Personagem        |
| ------------------ | ----------------- |
| Gene Pollar        | Tarzan            |
| Karla Schramm      | Jane              |
| Estelle Taylor     | Condessa de Coude |
| Armand Cortés      | Rokoff            |
| Franklin B. Coates | Paul D'Arnot      |
| George Romain      | Conde de Coude    |
| Walter Miller      | Capanga de Rokoff |
| Betty Turner       | Marie             |